# RS-809
Pour les articles homonymes, voir Route 809.
La RS-809 est une route locale du Centre-Est de l'État du Rio Grande do Sul qui relie la BR-153 au district de l'Olaria Municipal de la municipalité de Cachoeira do Sul. Elle dessert cette seule commune et est longue de 7,54 km.